# Мицикели
Мицике́ли (греч. Μιτσικέλι) — длинный и узкий горный массив в Греции. Находится к северо-востоку от Янины, в периферийной единице Янине в периферии Эпире. Часть Пинда, к югу от горы Тимфи, к западу от горы Перистери. Простирается с северо-запада от хребта Немерчки на юго-восток до горы Дрискос (Δρίσκος 1078 м) к северу от озера Янина. Самый высокий пик имеет высоту 1810 метров над уровнем моря. На склонах Мицикели находятся истоки ручьёв, впадающих в озеро Янину. Входит в национальный парк «Пинд».

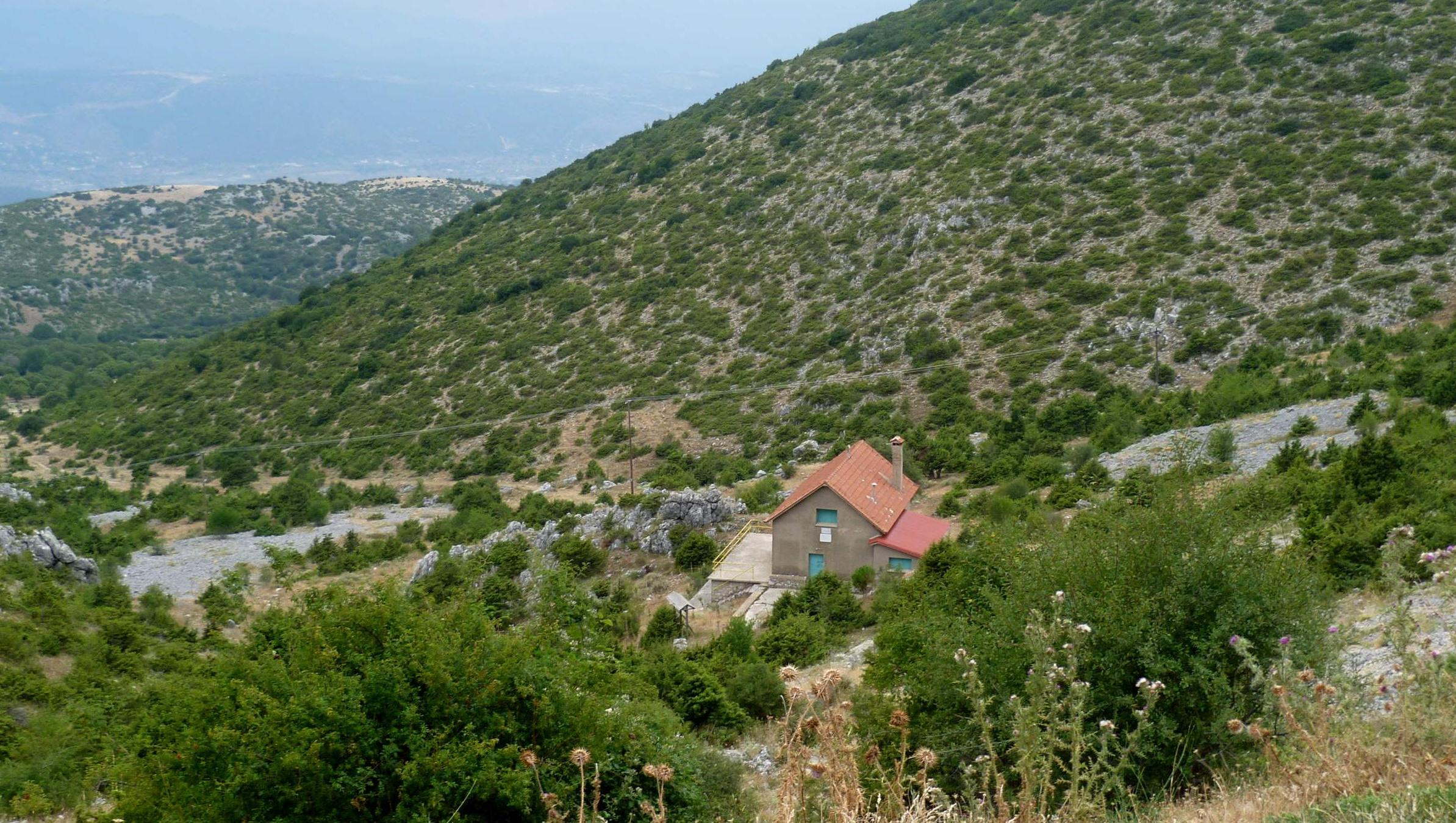
Мицикели

Юго-западные склоны пострадали от пожаров и преимущественно лишены лесов. На больших высотах растёт пихта македонская и дуб пушистый. Выше зоны маквиса растёт дуб пушистый, дуб кермесовый (Quercus coccifera) и можжевельник колючий, ниже — дуб кермесовый, можжевельник колючий и зопник кустарниковый (Phlomis fruticosa). Для защиты озера Янины на юго-западных склонах созданы лесополосы. Так в области деревни Амфитеи посажена сосна чёрная, в области деревни Лингиадеса — сосна чёрная и кипарис вечнозелёный. На северо-восточных склонах растёт хмелеграб обыкновенный и дуб Фрайнетто, граб восточный, ясень манновый, дуб пушистый, различные виды лещины и клёна. На больших высотах растёт пихта македонская. Входит в сеть «Натура 2000».
Название имеет славянскую и греческую составляющие, означает «берлога» и образовано от болг. мечка «медведь» и греч. κελλίον «комната, чулан». В прошлом здесь обитал бурый медведь. У подножия находится пещера Янина. Вдоль юго-восточного склона протекает река Арахтос и её приток Загоритикос (Ζαγορίτικος), вдоль северо-восточного — Войдоматис, приток Вьосы (Аооса). На северо-западном склоне находится исток реки Тиамиса. Мицикели является границей исторической области Загори, которая находится к северо-востоку.
Между Мицикели и озером Янина проходит национальная дорога 6 Трикала — Янина — Игуменица, часть европейского маршрута E92. Вдоль юго-западного склона проходит национальная дорога 20 Янина — Козани, часть европейского маршрута E853.